# Джонс, Скарлетт
Скарлетт Джонс (англ. Scarlett Jones; род. 9 июня 1996 года в Ноттингеме, Великобритания) — британская порноактриса. Лауреат премии XBIZ Europa Award в категории «Лучший новый исполнитель» (2022).

## Карьера
Родилась в Ноттингеме, Англия. Во время обучения в Шеффилдском университете, в котором Джонс изучала юриспруденцию, начала подрабатывать в местном стриптиз-клубе Spearmint Rhino. После университета в течение трёх лет выступала на телеканале для взрослых Babestation.
Первым опытом работы в порноиндустрии для Джонс стали сцены мастурбации для сайта любительских видео Downblouse Jerk, снятые в 2017 году. В конце 2020 года Джонс связалась с Джулией Гранди, владелицей венгерского букинг-агентства JulModels, и начинает сниматься в профессиональных порносценах. Снимается как в европейских, так и в американских порностудиях, в том числе Brazzers, MetArt, Private, Reality Kings, Virtual Taboo, Vixen Media Group (бренды Blacked Raw, Tushy и Vixen) и других в сценах традиционного, анального и лесбийского секса.
В мае 2022 года Джонс была награждена премией XBIZ Cam Award в категории «Восходящая премиум-социальная медиазвезда года». На пятой церемонии награждения премии XBIZ Europa Award, которая прошла 20 августа 2022 года, Джонс одержала победу в двух категориях: «Лучший новый исполнитель» и «Лучшая сцена секса — лесбийский фильм». В январе 2023 года Джонс в результате голосования выиграла премию AVN Awards в категории «Самый горячий новичок».
По данным сайта IAFD на август 2022 года, снялась в более чем 40 порнофильмах и сценах.
Появилась во второй серии британского документального телесериала Olivia Attwood: Getting Filthy Rich ведущей Оливии Эттвуд. В 2023 году Джонс сыграла эпизодическую роль кормилицы в пятой серии третьего сезона американского телесериала «Великая».

## Награды и номинации
| Год  | Награда            | Результат | Категория                                                                        | Фильм                                                |
| ---- | ------------------ | --------- | -------------------------------------------------------------------------------- | ---------------------------------------------------- |
| 2018 | UKAP Award         | Победа    | Ночная красотка года                                                             | н/д                                                  |
| 2022 | Fleshbot Award     | Номинация | Лучшая лесбийская сцена (вместе с Кэтрин Найт)                                   | Sirens                                               |
| 2022 | XBIZ Cam Award     | Победа    | Восходящая премиум-социальная медиазвезда года                                   | н/д                                                  |
| 2022 | XBIZ Europa Award  | Номинация | Лучшая сцена секса — гламкор (вместе с Альберто Бланко)                          | Solo Honeymoon                                       |
| 2022 | XBIZ Europa Award  | Номинация | Лучшая сцена секса — гонзо (вместе с Дарреллом Дипсом)                           | Show Around                                          |
| 2022 | XBIZ Europa Award  | Победа    | Лучшая сцена секса — лесбийский фильм (вместе с Кэтрин Найт)                     | Sirens                                               |
| 2022 | XBIZ Europa Award  | Номинация | Лучшая сцена секса — полнометражный фильм (вместе с Винсом Картером и Иден Айви) | Introspection                                        |
| 2022 | XBIZ Europa Award  | Победа    | Лучший новый исполнитель                                                         | н/д                                                  |
| 2022 | XBIZ Europa Award  | Номинация | Премиум-социальная медиазвезда года                                              | н/д                                                  |
| 2023 | AVN Award          | Номинация | Лучшая международная анальная сцена (вместе с Кристианом Клэем)                  | Scandalous                                           |
| 2023 | AVN Award          | Номинация | Лучшая новая иностранная старлетка                                               | н/д                                                  |
| 2023 | AVN Award          | Победа    | Награда поклонников: самый горячий новичок                                       | н/д                                                  |
| 2023 | Pornhub Award      | Номинация | Самая популярная новая исполнительница                                           | н/д                                                  |
| 2023 | SNAP Award         | Победа    | Исполнительница года                                                             | н/д                                                  |
| 2023 | XBIZ Creator Award | Номинация | Лучшая премиум-социальная медиазвезда — женщина                                  | н/д                                                  |
| 2023 | XBIZ Europa Award  | Номинация | Исполнительница года                                                             | н/д                                                  |
| 2023 | XBIZ Europa Award  | Номинация | Лучшая сцена секса — гламкор (вместе с Крисом Даймондом)                         | Solo Honeymoon 2                                     |
| 2023 | XBIZ Europa Award  | Номинация | Лучшая сцена секса — гонзо (вместе с Альберто Бланко)                            | Big Night                                            |
| 2023 | XBIZ Europa Award  | Номинация | Премиум-социальная медиазвезда года                                              | н/д                                                  |
| 2024 | AVN Award          | Номинация | Иностранная исполнительница года                                                 | н/д                                                  |
| 2024 | AVN Award          | Номинация | Мейнстрим-предприятие года                                                       | телесериал «Великая» (серия «Швеция»)                |
| 2024 | XBIZ Europa Award  | Номинация | Лучшая сцена секса — лесбийский фильм (вместе с Джией Лиссой)                    | Scarlett Makes Jilted Jia Forget All About Boyfriend |